# Chiesa di Sant'Andrea Apostolo (Cadoneghe)
La chiesa di Sant'Andrea Apostolo è la parrocchiale di Cadoneghe, in provincia e diocesi di Padova; fa parte del vicariato di Vigodarzere.

## Storia
Nella decima papale del 1297 si legge che, nella zona di Cadoneghe, sorgevano nella frazione Bagnoli, all'epoca nota con il nome Cazaviglava, una chiesa intitolata a santo Stefano Protomartire e un monastero femminile.

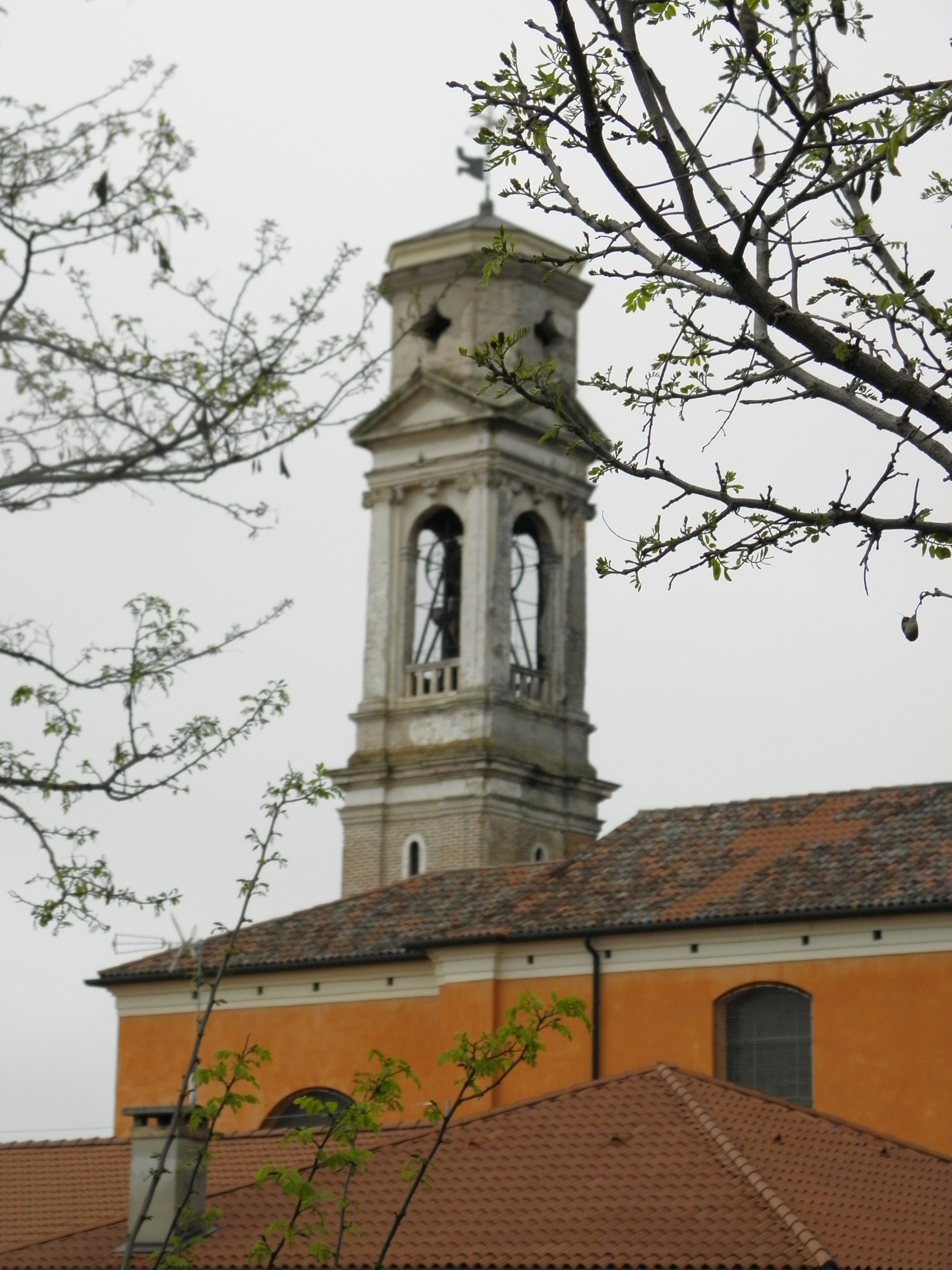
Il campanile

La chiesa di Sant'Andrea nel capoluogo sorse invece nel Trecento e a partire dal quel secolo sono presenti attestazioni della sua esistenza; in un atto del 1414 è menzionato il curato cadoneghese pre' Nicolò.
Dalla relazione della visita pastorale del 1453 del vescovo Fantino Dandolo s'apprende che questa chiesa era stata eretta a parrocchiale e che quella di Santo Stefano era stata resa sua filiale.
Nel 1572 risultava che l'edificio era dotato di quattro altari, il maggiore dei quali era ospitato nella piccola abside, sopra la quale si innestava il campaniletto, dotato di due campane.

Nel 1587 il vescovo Federico Cornaro, compiendo la sua vita, ordinò che la struttura fosse sottoposta a un restauro; il lavoro venne poi eseguito due anni dopo.
Nel XVIII secolo la chiesa fu ricostruita ex novo; nel 1753 il vescovo Carlo della Torre di Rezzonico la trovò terminata da poco e dotata di tre altari, saliti a cinque nel 1811.
La consacrazione venne impartita invece il 12 settembre 1942; nel 1977 fu aperto un ingresso secondario sulla parete rivolta a settentrione, mentre poi nel 2002 venne restaurato il tetto e tra il 2015 e il 2016 l'intero edificio fu interessato da un'ulteriore risistemazione.

## Descrizione

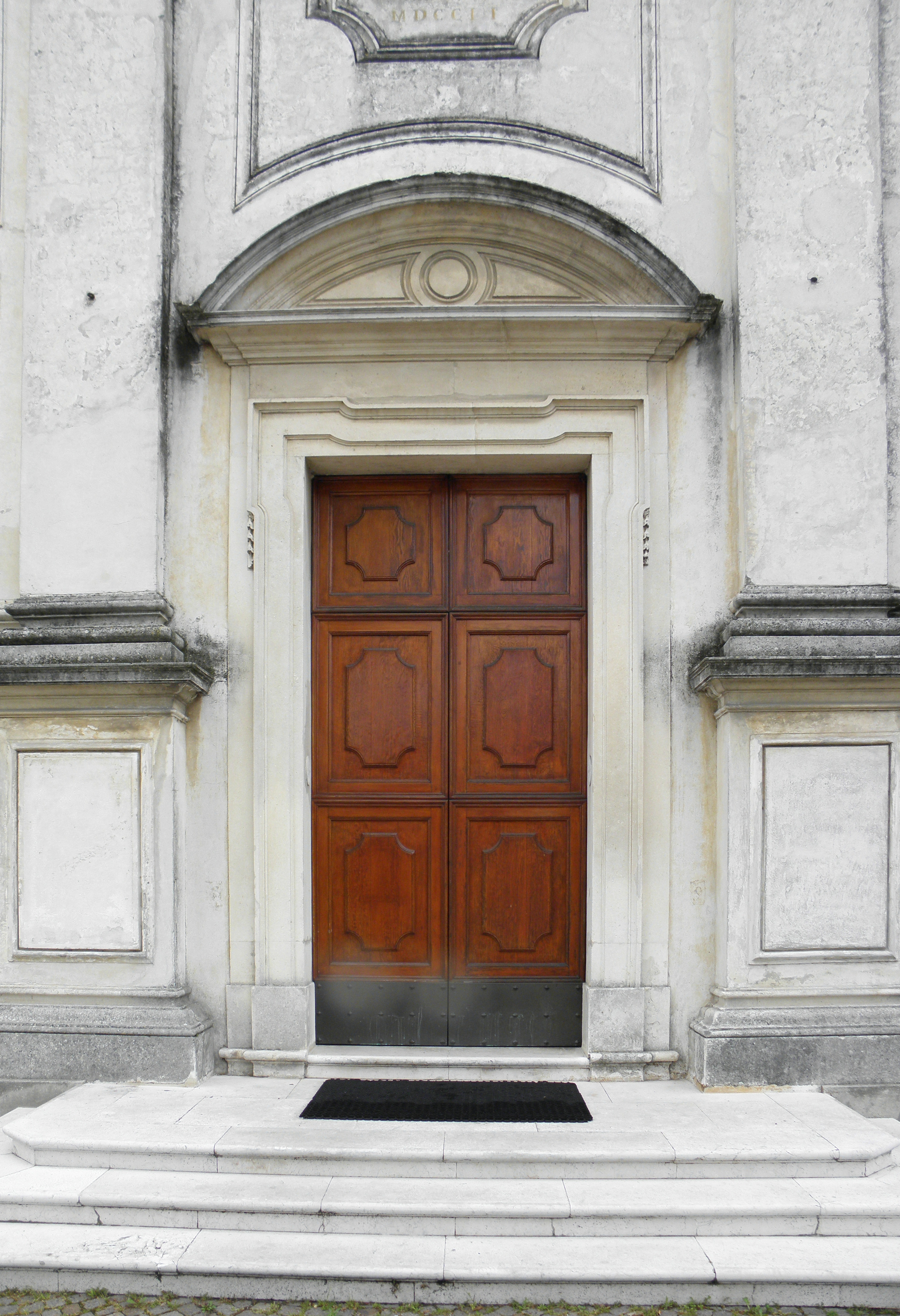
Il portale

### Esterno
La facciata della chiesa, che volge a oriente ed è a capanna, è tripartita da quattro lesene d'ordine ionico poggianti su basamenti e sorreggenti la trabeazione; presenta inoltre il portale d'ingresso sovrastato da un timpano semicircolare e negli intercolumni delle specchiature. In sommità si staglia il frontone triangolare, contenente nel mezzo un piccolo oculo circolare, mentre a coronamento sono poste tre alte statue.

### Interno
L'interno dell'edificio consta di una sola navata, sulla quale si affacciano gli sfondamenti degli altari laterali e le cui pareti sono scandite da lesene sorreggenti la cornice sopra la quale s'imposta la volta; al termine dell'aula si sviluppa il presbiterio, nel quale sono alloggiati l'altare maggiore e quello postconciliare rivolto verso l'assemblea.
L'opera di maggior pregio qui conservata è il trittico raffigurante la Crocifissione con la Vergine e san Giovanni Evangelista, eseguita da Caterino Veneziano nel 1375.